# Federico Schiavoni
Federico Schiavoni (Manduria, 6 ottobre 1810 – Napoli, 5 marzo 1894) è stato un geodeta italiano, fece parte della prima Commissione Geodetica Italiana a partire dal 1865.
Laureato in matematica a Napoli, qui nel 1835 entrò a far parte, come ingegnere topografo, del Regio Ufficio Topografico del Regno delle due Sicilie prendendo quindi parte alle triangolazioni che si effettuarono nel territorio a partire dal 1849. Nel 1851 succedette a Fedele Amante nella cattedra di geodesia annessa al suddetto Ufficio topografico di Napoli. Nel 1860 divenne professore di geodesia alla Regia Università di Napoli e direttore del relativo dipartimento, che manterrà fino al 1888. Negli anni successivi pubblico un trattato dal nome Principi di geodesia, considerato uno dei migliori del suo tempo, che fu stampato in diverse edizioni. Nel 1863 venne incaricato dal consiglio municipale di Napoli di progettare la rete geodetica per la realizzazione della pianta della città. La Pianta di Napoli, prodotta nella scala 1:2000, è composta da 24 fogli (23 tavole ed un foglio riepilogativo). Venne prodotta fra il 1872 ed il 1880 e costituisce la più importante rappresentazione cartografica della città di Napoli prodotta nel XIX secolo.
Nel 1865 Schiavoni fu chiamato a far parte della Commissione italiana per la misura del grado, che diverrà poi la Commissione Geodetica Italiana.
Schiavoni sposò Giulia Aurineta, dalla quale ebbe cinque figli: quattro femmine, Elena, Maria, Enrichetta ed Anna ed un maschio, Eugenio, che morì in giovane età.
Nel 1888 si ritirò dall'insegnamento e mori a Napoli il 5 marzo 1894.
Federico Schiavoni era socio dell'Accademia Pontaniana di Napoli dal 1863.
Egli ricevette inoltre diversi riconoscimenti:
- Cavaliere dell'Ordine dell'Aquila rossa di Prussia nel 1876;
- Commendatore dell'Ordine della Corona d'Italia nel 1877;
- Commendatore dell'Ordine Mauriziano nel 1879.